# TILEPro64
TILEPro64 és un processador multinucli (anomenat Tile Processor) dissenyat per l'empresa fabless anomenada Tilera. TILEPro64 consisteix d'una xarxa en malla de 64 tiles, on cada tile encapsula un processador de propòsit general, memòria cache i un encaminador no bloquejant que s'empra per a comunicar-se amb les altres tile.

## Arquitectura

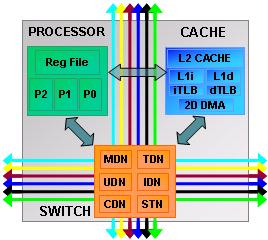
Fig.1 Estructura interna del processador, cache i encaminador.

- Fig.1 Estructura interna del processador, cache i encaminador.64 processadors d'instruccions tipus RISC amb memòria cache L1 (16KB pera instruccions i 8KB per a dades) i L2 (64KB), per a cara nucli.
- Tecnologia de fabricació de 90 nm.
- 4 controladors de memòria que suporten SRAM DDR2 amb velocitat fins a 800 MT/s.
- Ports d'alta velocitat : 2 línies PCI Express, 2 Ethernet 10 Gbit/s.
- Consum d'energia en el rang de 10-23 wats.